# Square Kilometre Array
Square Kilometre Array (abreviat SKA) este un radiotelescop aflat în dezvoltare în Africa de Sud, Australia și Noua Zeelandă, acesta va avea o suprafață totală de aproximativ un km². SKA va funcționa ca o antenă de adaptare într-o gamă largă de frecvențe, iar dimensiunea acestuia va permite accesarea o sensibilitate de 50 de ori mai mare decât a atins orice alt radiotelescop existent la moment (2014). 
Pentru efectuare cercetărilor SKA va necesita un server central foarte performant, precum și linii lungi de comunicații, cu o capacitate mult peste viteza actuală a traficului de internet global. SKA va putea supraveghea spațiul de zece mii de ori mai rapid decât a fost posibil până acum. Cu antenele sale de recepție distanțate la o distanță de peste 3000 km de la nucleul central, acesta va permite continuarea tradiției de a oferi imagini de radioastronomie la cea mai înaltă rezoluție, față toate celelalte metode de executare a acestora. 
SKA va fi construit în emisfera sudică (Africa de Sud, Australia și Noua Zeelandă), aici oferindu-se cea mai bună vedere a galaxiei noastre, precum și un nivel de interferență mai mic. Cu un buget de 1,5 miliarde €, construcția SKA ar trebui să înceapă în 2016. Începerea observărilor este planificată până în 2019 și atingerea capacității maxime până în 2024. 
Proiectul SKA este rezultatul unei colaborări la nivel mondial a 20 de țări, cu scopul de a oferi răspunsuri la întrebări fundamentale despre originea și evoluția universului. 
La 25 mai 2012 s-a decis plasarea antenelor SKA în Australia și în Africa de Sud, iar o mai mică parte din matricea SKA va fi amplasată în Noua Zeelandă.